# Pretty Whittle Liar
«Pretty Whittle Liar» (укр. «Мила строга ошуканка») — шістнадцята серія тридцять третього сезону мультсеріалу «Сімпсони», прем'єра якої відбулась 27 березня 2022 року у США на телеканалі «Fox».

## Сюжет
Вдома у Сімпсонів Мардж збирає книжковий клуб того. Коли на зустрічі всі коментують, наскільки нудною була книга, Брендін Спаклер навпаки, розуміє глибинну суть твору, демонструючи інший рівень інтелекту, ніж який вона показує зазвичай, що шокує інших учасниць.
Наступного ранку весь Спрінґфілд пліткує про «розумну селючку». Плітки про дружину доходять і до Клітуса Спаклера.
Тим часом у школі Ліса виступає зі звітом. Незважаючи на доповідь міс Гувер сперечається з дівчинкою через неправильно вимовлене слово. З-за дверей двоє дітей передають записку про те, що Ліса — «одна з них»…
Клітус протистоїть Брендін, і вона розкриває, що чутки правдиві. Вона таємно читала книги, дивилася балет і здобула самоосвіту у Спрінґфілдському музеї. Почувши, яка Брендін насправді, Клітус не впізнає у ній за жінку, в яку він закохався, і вони розлучаються. Не маючи, куди іти, вона йде до будинку Сімпсонів, щоб трохи пожити.
Під час спільних покупок, Мардж запитує у Брендін, чому вона обрала Клітуса, бо він же — не найкращий вибір? Брендін розповідає історію свого сільського кохання. Водночас, обурена, дорікає Мардж цим же питанням: вона могла мати когось кращого за Гомера. І виявилося, що все місто такої ж думки…
Тим часом через дорікання вчительці у школі над Лісою знущаються, і таємничі діти рятують її. Вони знайомлять Лісу з «Лігою надзвичайних геніїв», які постійно змушені ховати свій розум.
За вечерею Брендін хоче повернутися до своїх дітей. Пізніше, у ліжку Мардж розповідає Гомеру, що про них думають люди в місті, і просить Гомера поговорити з Клітусом. Однак, той змушує Гомера ще більше хвилюватися за обидва шлюби.
Брендін розуміє, що не може залишатися осторонь, і хоче повернутися додому. Розмовляючи з Лісою вона радить дівчинці не приховувати свій інтелект, хоча сама Брендін вирішує відмовитися від «їжі для розуму» заради сім'ї. Наступного дня Ліса переконує інших розкрити свою справжню природу як «розумак», що вони і роблять.
Брендін повертається на ферму, де її вітають діти. Разом з цим, Клітус також багато думав і теж трохи змінився: він оформив бібліотечну картку і взяв книгу. Удома Мардж дізнається, що Гомер полагодив речі, необхідні, щоб продемонструвати дружині, як він змінився.
У сцені під час титрів Клітус представляє глядачам книги, які він прочитав.

## Цікаві факти та культурні відсилання
- Агнес Скіннер описує Брендін як «розумну рівня вікторини „Jeopardy!“»[1]
- На виставці «Селюків у ЗМІ», на яку Клітус веде Гомера, присутні статуї Йоземіта Сема (з мультфільмів «Веселі мелодії»), Хенка Хілла (з мультсеріалу «Король гори»), Полковника Сандерса (маскота «KFC»), Білла Клінтона тощо.
- Клітус презентує книгу Джона Стейнбека «Грона гніву». Потім він рекомендує глядачам подивитися комедію 1983 року «Канікули»[1].

## Ставлення критиків і глядачів
Під час прем'єри серію переглянули 1,1 млн осіб, з рейтингом 0.4, що зробило її другим найпопулярнішим шоу на каналі «Fox» тієї ночі, після «Сім'янина».
Тоні Сокол з «Den of Geek» дав серії три з половиною з п'яти зірок, сказавши, що серія — «складна, і дуже добре, що тут не додали ще одну кризу шлюбу сім'ї Сімпсонів».
Маркус Ґібсон із сайту «Bubbleblabber» оцінив серію на 7/10, сказавши:
|  | Серія прагне до свого інтелекту, навіть якщо важко об'єднати її елементи в єдину сюжетну лінію. Епізод пропонує хорошу частину розвитку Брендін і навіть Клітуса, які навіть намагаються навчитися читати книги. Ця серія також пропонує трохи справді пристойного гумору… Не потрібно бути генієм, щоб знати, що це ще один приємний епізод у тридцять третьому сезоні шоу. |

Згідно з голосуванням на сайті The NoHomers Club більшість фанатів оцінили серію на 3/5 із середньою оцінкою 2,5/5.